# Campeonato Chinês de Voleibol
O Campeonato Chinês de Voleibol é um torneio entre clubes chineses organizado pela Associação Chinesa de Voleibol.

## História
A Liga Chinesa de Voleibol foi fundada em 1996. A primeira edição foi disputada na temporada 1996-97, na qual o Shanghai Dunlop venceu o campeonato feminino, fato que repetiria ainda por cinco vezes consecutivas. Nesta ocasião, o masculino não foi disputado.
A hegemonia das jogadoras de Xangai foi quebrada em 2001-02; o responsável pelo feito foi o Bayi Keming. Porém, uma nova hegemonia se estabeleceu na temporada seguinte: o Tianjin Bridgestone disputou as sete finais seguintes e perdeu apenas uma (2005-06, para o Liaoning Huanyu). Nas duas últimas temporadas, os dois maiores vencedores da liga se enfrentaram nas finais, ambas vencidas pelo Tianjin. O grande destaque desta equipe é a levantadora Qiuyue Wei, da seleção chinesa.
A grande promessa para a temporada 2010-2011 no feminino é a equipe do Guangzhou Evergrande, que fez contratações de peso para seu elenco como a tailandesa Wilavan Apinyapong, a sérvia Jovana Brakocevic e a americana Logan Tom, além da campeã olímpica de Atenas-04 Feng Kun.
No masculino a estreia ocorreu na temporada 1996-97, com o título do Sichuan Fulan, fato que se repetiria ainda nas duas temporadas seguintes. Na temporada 2000-01, depois de perder três finais seguidas, o time de Jiangsu levou a melhor sobre o Bayi. Depois de ter conquistado a temporada 1999-2000, o Shanghai Oriental estabeleceu uma hegemonia desde a temporada 2003-04 até a última edição, uma série de incríveis sete títulos consecutivos.

## Clubes temporada 2020/2021

### Feminino
- Bayi Army
- Beijing BAW
- Fujian Yango
- Guangdong Evergrande
- Hebei
- Henan
- Jiangsu Zenith Steel
- Liaoning Brilliance Auto
- Shandong Laishang Bank
- Shanghai Bright Dairy
- Sichuan
- Tianjin Bohai Bank
- Yunnan
- Zhejiang Jiashan Rural Commercial Bank

### Masculino
- Bayi
- Beijing
- Fujian
- Guangdong
- Hebei
- Henan
- Hubei
- Jiangsu
- Liaoning
- Shandong
- Shanghai
- Shenzhen
- Sichuan
- Zhejiang